# Invention (technique)
Pour l’article homonyme, voir Invention.
Une invention est  une méthode, une technique, un moyen nouveau par lequel il est possible de résoudre un problème pratique donné. Une invention est une création nouvelle. Elle est, en général, reconnue par la délivrance d'un brevet d'invention. On ne dépose pas un brevet, mais une demande de brevet.

## Invention et innovation
Le concept d'invention est très proche de celui d'innovation, mais distinct : une innovation est construite sur une invention, mais toute invention ne donne pas lieu à une innovation.
Par exemple, Alastair Pilkington (en) a inventé le procédé de fabrication du verre plat sur bain d'étain (procédé float) dont on dit qu'il s'agit d'une innovation technologique majeure qui a révolutionné l'industrie du verre. Denis Papin a inventé  l'autocuiseur en 1679 avec son digesteur, sans l'exploiter commercialement, SEB a lancé en 1953 sa super-cocotte sur le marché français, c'est un succès (innovation).
La distinction majeure est qu'une invention est la concrétisation isolée d'une idée créative, alors qu'une innovation est un nouveau produit introduit avec succès sur un marché. Ainsi, le procédé de Pilkington est une invention, sa diffusion dans l'industrie du verre est une innovation.
Dans le cadre du droit de la propriété intellectuelle, le traité de Genève de 1978 définit les inventions scientifiques comme « la reconnaissance de phénomènes, propriétés ou lois de l’univers physique qui jusqu’à présent n’avaient pas été reconnus et susceptibles de vérification. »[réf. souhaitée].
Une innovation ne se protège pas par une demande de brevet : c'est l'invention sous-jacente qui est brevetée.

## Invention et découverte
Contrairement à l'idée reçue selon laquelle les inventions proviennent d'instants de génie de merveilleux inventeurs, qui seraient des êtres « à part », certains chercheurs pensent que les inventions sont en réalité le résultat d’un long et difficile processus d’accumulation de connaissances, d’innovation, qui progresse par petits pas par les apports de multiples chercheurs.

## Notion d'invention virtuelle
Alain Testart (Avant l'histoire, Gallimard, 2012) appelle invention virtuelle une invention technique qui n'est pas entièrement utilisée, un objet ou un procédé neufs auxquels la société ne donne pas une application productive. « Voici environ 4 000 ans, en Amérique centrale, les Zapotèques ont fabriqué de tout petits véhicules (inutiles) munis de quatre roues. Ils n’ont pour autant jamais eu l’idée d’utiliser la roue à plus grande échelle, pour en faire des chariots. C’est ce que j’appelle une invention virtuelle. De même, dans plusieurs civilisations paléolithiques, on a fabriqué des figurines en terre cuite – ce qui témoigne de la maîtrise de la céramique, avec ses fours de cuissons – bien avant de songer à s’en servir pour fabriquer des récipients et autres poteries de cuisine. La domestication du chien, la première de toute, peut elle-aussi être considérée comme une « invention virtuelle » : on s’est servi du chien comme d’un simple animal d’agrément, bien avant de l’affecter à des fonctions utiles – pour la chasse, la surveillance des troupeaux, le gardiennage… L’agriculture elle-même n’a pas été inventée d’un seul coup. Bien avant l’ensemencement systématique des champs avec des variétés sélectionnées, on connaissait le pouvoir germinatif des graines. Lorsqu’on ramassait des céréales sauvages, on en abandonnait sans doute volontairement une petite partie, dans l’espoir d’améliorer un peu le ramassage à la saison suivante : toutes les grandes inventions mettent beaucoup de temps à « germer ». » 

## Salons des inventions
Il existe divers Salons de l'invention, où des inventeurs présentent leurs nouvelles inventions :
- Concours Lépine à Paris ;
- Salon international des inventions de Genève à Genève ;
- Salon du bricolage, habitat et inventions à Lyon ;
- Brussels Innova à Bruxelles ;
- Salon Iena à Nuremberg ;
- Salon Inpex, à Pittsburgh.

### Sources
- « Invention » sur le Dictionnaire International des Termes Littéraires
- Collectif, « L’invention », Études françaises, numéro préparé par Christie McDonald, vol. 26, no 3, hiver 1990 (lire en ligne).
- Galvez-Behar, G. (2008). La République des inventeurs. Propriété et organisation de l'innovation en France, Presses universitaires de Rennes.
- Jean C Baudet, Curieuses histoires des inventions les 100 découvertes qui ont changé le monde, Jourdan, 2011, 382 p. (ISBN 978-2-87466-183-9, OCLC 800652266).
- Jean-Claude Baudet, Les plus grandes inventions, Paris, La boîte à Pandore, 2015, 382 p. (ISBN 978-2-87557-141-0, OCLC 922806937).
- Reuven Brenner, « Inventions et innovations dans le monde des affaires et des sciences », Études françaises, vol. 26, no 3, hiver 1990, p. 51-78 (lire en ligne).
- Jack Challoner (dir.) (trad. de l'anglais, préf. Jérôme Bonaldi), Les 1001 inventions qui ont changé le monde, Paris, Flammarion, 2010, 960 p. (ISBN 978-2-08-122666-1, OCLC 843182599)
- Jean-Philippe Quenderff (1986) Comment exploiter vos idées, édité par l'ANCE, (Agence Nationale pour la Création d'Entreprise), édition e-book depuis 2008
- Jack Guichard, Best of des inventions ratées, Larousse, 2019, 160 p. (lire en ligne)